# Joe Carstairs

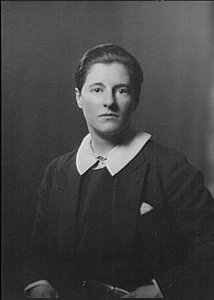
Marion Carstairs, etwa 1928 oder 1929

Marion Barbara ‚Joe‘ Carstairs (* 1. Februar 1900 in Mayfair, London; † 18. Dezember 1993 in Naples, Florida) war eine britische Unternehmerin, gesellschaftliche Persönlichkeit und Motorbootrennfahrerin, die durch ihre zahlreichen Aktivitäten, sportlichen Erfolge und ihren exzentrischen Lebensstil für Aufsehen sorgte. In den 1920er Jahren wurde sie als die „schnellste Frau auf dem Wasser“ bekannt.

## Biografie

### Familiärer Hintergrund und Kindheit
Marion Barbara Carstairs wurde 1900 in Mayfair, London, England, als Tochter von Frances (Fannie) Evelyn Bostwick, einer wohlhabenden amerikanischen Erbin, geboren. Bostwick war die Tochter von Jabez Abel Bostwick, einem amerikanischen Geschäftsmann und Gründungspartner von Standard Oil.
Marion Barbara Carstairs standesamtlich eingetragener Vater war der schottische Armeeoffizier Captain Albert Carstairs, der zuerst bei den Royal Irish Rifles und später bei den Princess of Wales Own diente. Captain Carstairs trat in der Woche vor Joes Geburt wieder in die Armee ein und ließ sich bald darauf von Evelyn scheiden. Mindestens ein Biograf ist der Meinung, dass Albert Carstairs möglicherweise nicht Joes leiblicher Vater war.
Marion Barbara Carstairs Mutter, die ein Alkoholproblem hatte und drogenabhängig war, heiratete später Captain Francis, mit dem sie zwei weitere Kinder hatte. 1915 ließ sie sich von Francis scheiden, um den französischen Grafen Roger de Périgny zu heiraten, verließ ihn jedoch schließlich wegen seiner Untreue.
Ihr vierter und letzter Ehemann, den sie 1920 heiratete, war Serge Voronoff, ein russisch-französischer Chirurg. Voronoff erlangte in den 1920er und 1930er Jahren eine gewisse Berühmtheit durch die Transplantation von Affenhodengewebe in männliche Patienten zum Zweck der Verjüngung. Einige Jahre lang hatte Evelyn an seine Theorien geglaubt, finanzierte seine Forschung und fungierte als seine Laborassistentin am Collège de France in Paris.
Joes Mutter Evelyn starb im März 1921. Joe Carstairs hatte eine problematische Beziehung zu ihrer Mutter, von der sie im Alter von 11 Jahren wegen ihres rebellischen Verhaltens auf ein Internat in Connecticut geschickt worden war.

### 1916–1934

Künstlerische Illustration von Marion Barbara Carstairs, nach einem alten Atelierbild (ca. 1934–36), kombiniert mit ihrer Unterschrift und ihrem Spitznamen „Joe“

Marion Barbara Carstairs, die sich seit ihrem 16. Lebensjahr nur noch „Joe“ nannte, führte ein buntes Leben. Sie trug hauptsächlich betont männliche Kleidung, hatte tätowierte Arme und liebte Maschinen, Abenteuer und Geschwindigkeit. Sie war offen lesbisch und hatte zahlreiche Beziehungen zu bekannten Frauen, darunter Dolly Wilde – Oscar Wildes Nichte – und einer Reihe von Schauspielerinnen, wie zum Beispiel Greta Garbo, Tallulah Bankhead und Marlene Dietrich. Während des Ersten Weltkriegs diente Carstairs in Frankreich beim amerikanischen Roten Kreuz und fuhr Krankenwagen.
Nach dem Krieg blieb sie weiter beim Royal Army Service Corps in Frankreich, wo sie die Kriegstoten aus den Feldgräbern auf Soldatenfriedhöfe umbettete und mit einer anderen Krankenwagenfahrerin aus Dublin in Paris zusammenlebte. Danach war sie in Dublin bei einer Abteilung der Women's Legion Mechanical Transport Section, die während des irischen Unabhängigkeitskrieges als Fahrdienst für britische Offiziere fungierte.
Joe Carstairs heiratete am 7. Januar 1918 in Paris ihren Freund aus Kindertagen, den französischen Aristokraten Graf Jacques de Pret. Der Zweck der Ehe bestand lediglich darin, Carstairs unabhängig von ihrer Mutter Zugang zu ihren Treuhandfonds zu gewähren. Die Ehe wurde unmittelbar nach dem Tod ihrer Mutter wegen „Nichtvollzug“ annulliert. Durch einen sogenannten Deed poll verzichtete sie auf ihren angeheirateten Namen und nannte sich ab Februar 1922 wieder nach ihrem Geburtsnamen Carstairs.

#### X-Garage
1920 gründete sie mit drei ehemaligen Kameradinnen aus ihrer Abteilung der Women's Legion Mechanical Transport Section die „X Garage“, einen Mietwagen- und Chauffeurservice, in dem nur Fahrerinnen und Mechanikerinnen tätig waren. Carstairs (sowie ihre Freundinnen und Geliebten) lebten in einer Wohnung über der Garage in der Nähe von Cromwell Gardens im gut situierten Londoner Stadtteil South Kensington.
Einige der Mitarbeiterinnen hatten während des Krieges als Fahrerinnen gedient und sprachen französisch, deutsch oder italienisch. Die Autos und ihre Fahrerinnen konnten für Fernreisen gemietet werden, und das Unternehmen spezialisierte sich darauf, Besuche zu organisieren, die trauernde Angehörige zu den Kriegsgräbern und ehemaligen Schlachtfeldern in Frankreich und Belgien brachte.
Sie wurden auch für Fahrten innerhalb Londons engagiert und die X-Garage hatte eine Vereinbarung mit dem Savoy Hotel getroffen, um Gäste zum Theater oder sonstigen Veranstaltungen zu fahren. In den frühen 1920er Jahren waren die X-Garage-Cars in Londons gehobener Mittelklasse ein vertrauter Anblick.

#### Motorbootrennen

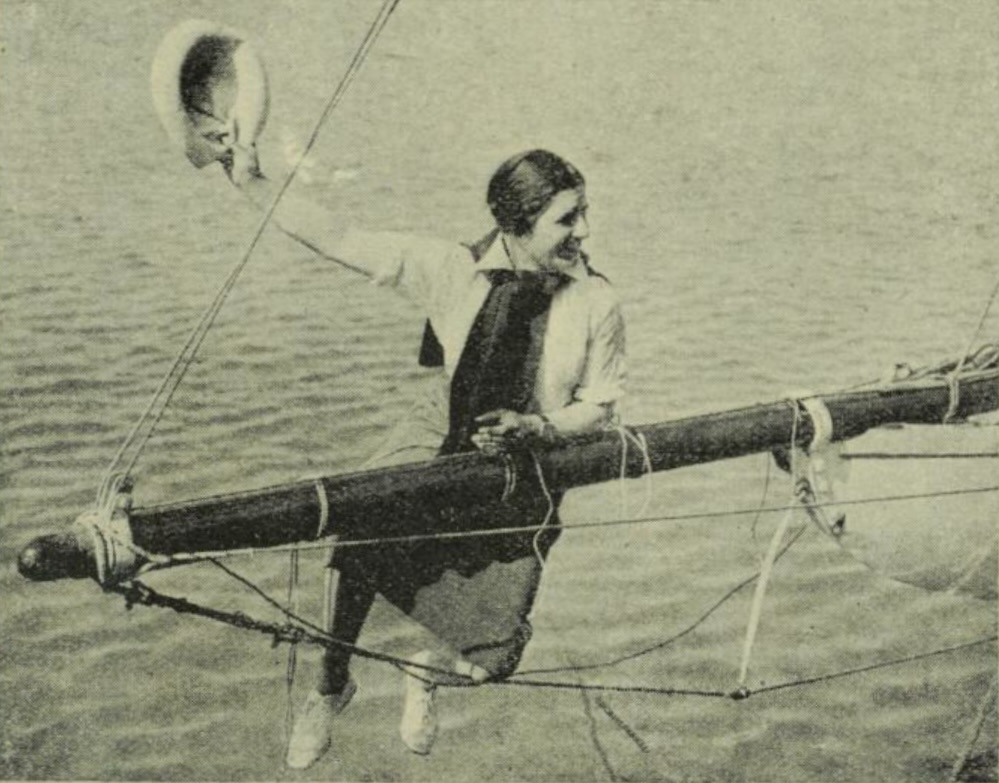
Carstairs auf dem Bugspriet ihrer Yacht Sonia im Jahr 1925

1925 schloss Carstairs die X-Garage, nachdem ihr nun über ihre Mutter und Großmutter ein beträchtliches Erbe aus den Anteilen an der Standard Oil Company zur Verfügung stand. Im selben Jahr ließ sie ihr erstes Speedboat bauen und nannte es nach einer ihrer ehemaligen Liebhaberinnen „Gwen“. Damit erzielte sie ihren ersten Sieg bei der Southampton Water Trophy.
Ihre Lebensgefährtin Ruth Baldwin (1905 bis August 1937) schenkte ihr als Maskottchen für die Rennen eine Steiff-Puppe, die sie „Lord Tod Wadley“ nannte und zu der sie ein intensives Verhältnis hatte. Diese Puppe begleitete sie bis zu ihrem Tod. Allerdings nahm sie sie – anders als Donald Campbell sein Maskottchen 'Mr Whoppit' – aus Angst, sie zu verlieren, nicht in ihren Rennbooten mit. Sie ließ in der Londoner Savile Row Kleidung für die Puppe anfertigen und Lord Tod Wadleys Name stand neben ihrem eigenen auf den Namensschildern an der Tür ihrer Londoner Wohnung.
Zwischen 1925 und 1930 investierte Carstairs viel Zeit und Energie in ihre Rennboote und wurde eine sehr erfolgreiche Rennfahrerin, die viele bemerkenswerte Trophäen gewann: Die Duke of York's Trophy 1926, das Royal Motor Yacht Club International Race, den Daily Telegraph Cup, den Bestise Cup und den Lucina Cup. Die Harmsworth Trophy, die sie am meisten begehrte, konnte sie nicht gewinnen.
Carstairs war fasziniert von den Tragflügelbootkonstruktionen, die Alexander Graham Bell und Frederick Walker Baldwin in Nova Scotia bauten, wie zum Beispiel HD-4. Sie bestellte auf der Bell Boatyard in Baddeck, Nova Scotia, ein 30 Fuß (9,15 Meter) langes Boot, das 185 km/h erreichen sollte und mit dem sie hoffte, den Harmsworth Cup zu gewinnen. Verschiedene Umstände führten jedoch dazu, dass sie ihre Nennung für das Rennen zurückzog und das Boot mit einem schwächeren Motor ausgestattet wurde, der 92 km/h ermöglichte.
Während dieser Zeit begann die nordamerikanische Presse fälschlicherweise, sie als „Betty“ zu bezeichnen. Sie verabscheute diesen Spitznamen und wertete ihn als Boshaftigkeit der Journalisten.
Joe Carstairs war bekannt für ihre Großzügigkeit gegenüber ihren Freunden. Sie stand mehreren männlichen Rennfahrern und Konkurrenten um den Landgeschwindigkeitsrekord nahe und nutzte ihr beträchtliches Vermögen, um ihnen zu helfen. So investierte sie  zehntausend Dollar, um den Bau eines der Blue-Bird-Geschwindigkeitsrekord-Fahrzeuge von Malcolm Campbell zu finanzieren, der sie einmal als „the greatest sportsman I know“ (den größten Sportler, den ich kenne) bezeichnete. Ähnlich großzügig zeigte sie sich gegenüber John R. Cobb, dem sie für seinen Railton Special die beiden Motoren ihres Speedboats Estelle V überließ.

### Späteres Leben, Whale Cay und Florida
1934 investierte Joe Carstairs 40.000 US-Dollar in den Kauf der Insel Whale Cay, die zum Territorium der Bahamas gehört. Sie baute dort ein großes Haus für sich und ihre Gäste, zu denen zum Beispiel Marlene Dietrich und der Herzog und die Herzogin von Windsor gehörten. Weitere umgesetzte Projekte waren ein Leuchtturm, eine Schule, eine Kirche und eine Konservenfabrik. Sie gründete ein landwirtschaftliches Unternehmen und beschäftigte Hunderte von Bahamaianern, die auch Wohnsiedlungen für sie bauten.
Ihre Herangehensweise war im Grunde paternalistisch, sie soll aber äußerst großzügig gewesen sein. Später erweiterte sie die ihr gehörenden Liegenschaften, indem sie zusätzlich die Inseln Bird Cay, Cat Cay, Devil's Cay, die Hälfte von Hoffman's Cay und ein Stück Land auf Andros kaufte. In dieser Zeit begann sie unter dem Pseudonym Hans Bernstein Gedichte zu schreiben. Nach dem Verkauf von Whale Cay im Jahr 1975 zog Carstairs nach Miami, Florida.
Marion Barbara Carstairs starb am 18. Dezember 1993 im Alter von 93 Jahren in Naples, Florida. Sie wurde zusammen mit der Puppe Lord Tod Wadley eingeäschert. Ihre Urne und die von Ruth Baldwin (ihrer Lebenspartnerin) wurden auf dem Oakland Cemetery in Sag Harbor, New York, beigesetzt.